# Isochromodes propinqua
Isochromodes propinqua är en fjärilsart som beskrevs av Paul Dognin 1910. Isochromodes propinqua ingår i släktet Isochromodes och familjen mätare. Inga underarter finns listade i Catalogue of Life.